# Franz Winzentsen
Franz Winzentsen (* 10. Januar 1939 in Hamburg) ist ein bedeutender Experimental- und Animations-Filmemacher der Gegenwart. Seine kurzen und langen Filme umspannen eher abstrakte "bewegte Grafik", spielerische Animationssequenzen verschiedenster Techniken wie auch Fotomontagen und Realszenen zu ironischen, sehr persönlichen Kommentaren der deutschen Geschichte des 20. Jahrhunderts.

## Leben
Nach dem Abitur 1959 begann Franz Winzentsen ein Studium der Malerei, Grafik und Fotografie an der Hochschule für bildende Künste in Hamburg. Er beteiligte sich auch an Experimenten mit Marionetten. Das Studium beendete er 1964 mit dem Staatsexamen als Kunsterzieher und legte als Examensarbeit im Fach Grafik den ersten an der Hochschule für bildende Künste produzierten Film her, den Animationsfilm Verfolgung.
Ab 1964 arbeitete er im Trickfilm-Studio Cinegrafik von Helmut Herbst, entwarf Trickteile für Industrie- und Dokumentarfilme sowie den Trailer für das 3. Fernsehprogramm des NDR. 1970 wurde er Partner in der Firma.
1965 heiratete er die Grafikerin Ursula Asher (* 4. August 1939, Hamm/Westfalen), mit der er bis 1973 bei Cinegrafik, dann in eigener Produktion Animationsfilme herstellt, die auch bei internationalen Festivals Preise gewannen.
In einer Mischform aus Grafik und Legetrick aus vorgefundenen Materialien entstanden u. a. Erlebnisse einer Puppe (1966), Staub (erster gemeinsamer Film mit Ursula Winzentsen, 1967 Prix Special du Jury beim Internationalen Trickfilmfestival Annecy) und Windstill. In Der Turm entwickelte Winzentsen sein Konzept der »bewegten Grafik« am weitesten fort.
Franz und Ursula Winzentsens waren in der zweiten Hälfte der 1960er Jahre aktive Mitglieder der Filmszene in Hamburg und 1968 Mitbegründer der Hamburger Filmmacher-Cooperative.
Aus der Beschäftigung mit experimentellen Handpuppen entwickelte sich das Puppen- und Maskentheater Rhabarber, das 1972–83 mit verschiedenen Programmen (Stücke für Karl, 1974, Hamburg; Stücke für den großen Glau, 1980, Malersaal Hamburg; Das Zelt, 1983, Bochum) auftrat. 1972 erhielten sie für das Stück Das Flugzeug beim internationalen Figurentheater-Festival in Bochum einem 1. Preis. Einige Stücke wurden auch für das Fernsehen aufgezeichnet.
Die Geburt der Tochter Hannah (1969) löste bei Ursula und Franz Winzentsen ein Interesse am Kinderfilm aus. Sie zeichneten und drehten für die Kindermagazinsendungen des NDR (Maxifant und Minifant, Lapislazuli, Der Wolf und die Frau) über 90 kurze Spots (1–2 min) der Serien Franz und Flüsterpferd. Aus jeweils mehrere Episoden entstanden auch halbstündige Kompilationen mit einer Rahmenhandlung: Geschichten vom Flüsterpferd (1978), Geschichten vom Franz (1979).
Für die experimentierfreudige Kinderfilm-Abteilung des WDR produzierten die Winzentsens eine Reihe von erfolgreichen Animationsfilmen mit Geschichten um Tiere (Starmaus 1 und Starmaus 2; Als die Igel grösser wurden; Kanalligator), die auch unter dem gemeinsamen Titel Professorengeschichten ausgestrahlt wurden. Diese Grafik- und Kinderfilme entstanden zumeist in einer Kombination von Zeichen- und Legetrick. Als die Igel grösser wurden erhielt 1980 beim Deutschen Filmpreis ein Filmband in Silber und wurde beim Prix jeunesse ausgezeichnet.
Mit zunehmendem Alter der Tochter wurden die Themen dieser Kinderfilme komplizierter und vermischten zunehmend Realität und Fantastik, so in Der Kleistermann. Auch nach ihrer Trennung setzten die Winzentsens die gemeinsame Arbeit an Kinderfilmen fort, nun zunehmend abstrakter mit den Möglichkeiten des Mediums spielend: Hin- und Rückfahrt (1984/85), Telefonfieber (1984/85). La Brouette / Die Schubkarre (1986) war der letzte gemeinsame Film, 1987 wurde die Ehe geschieden.
Im selben Jahr übernahm Franz Winzentsen eine Professur für Animationsfilm an der Hochschule für bildende Künste Hamburg. Neben seiner Lehrtätigkeit erprobt er in zahlreichen Kürzestfilmen verschiedene Techniken des Animationsfilms: neben Legetrick auch Zeichentrick und Fotoanimation. Diese Episoden fasste er seit 1982 in einer Reihe von Kurzfilmen zusammen, die er als Ergebnisse aus meinem Animationstagebuch bezeichnete: Flamingo – Aus meinem Animationstagebuch (1982 Großer Preis der Internationalen Trickfilmtage Stuttgart), Der große Sturm (1992), Der Porzellanladen (1995).
In den späteren Kurzepisoden trat Winzentsens stets vorhandenes Interesse an der politischen Entwicklung deutlicher hervor. Dieses verknüpfte er mit Motiven seiner eigenen Biografie zu ironischen Kommentaren der deutschen Geschichte in der zweiten Hälfte des 20. Jahrhunderts. Der vielleicht wichtigste Film dieser Reihe von Kurz- und Langfilmen war 1984/85 Die Anprobe (1938), der bereits im Titel auf Winzentsens Geburt in der Nazizeit anspielte. Die Königin des schwarzen Marktes (1986–89) führte die zeitlich fort und nahm zahlreiche grafische und thematische Motive auch aus den abstrakten Animationsfilmen wieder auf.
Eine von ihm in diesen Filmen angewandte Technik war die Verknüpfung eines vorgeblich "naiven" bzw. "fachidiotischen" Kommentars mit dokumentarischen und verfremdeten Bildern aus Krieg und Nachkriegszeit. Der Langfilm Der Fotograf (1988/89), zu dem der Dokumentarist Thomas Mitscherlich eine Rahmenhandlung mit Schauspielern drehte, war eine fiktive Chronik von der Kaiserzeit bis zum Wirtschaftswunder.
1991 entstand der TV-Spielfilm Der Untergang des goldenen Webstuhls nach der Erzählung Der Webstuhl von Hermann Kasack als Mischung aus Realszenen mit langen Animationsteilen. Die Hauptrolle des Katastrophenforschers übernahm der Filmmacher Hellmuth Costard.
Neben der Herstellung von Filmen gewann für Winzentsen seit den 1980er Jahren zunehmend die Beschäftigung mit Texten und Artefakten aus gefundenem und grafisch gestaltetem Material an Bedeutung, die jedoch immer mit den Filmen verbunden blieben. Diese veröffentlichte er in verschiedenen Ausstellungen und Broschüren.
2001 endete seine Professur an der Hochschule für bildende Künste Hamburg mit der Pensionierung. Franz Winzentsen lebte mit seiner zweiten Frau, der Pädagogin Ann-Louise Brette-Winzentsen, in Fredenbeck. Er wohnt und arbeitet in seinem Atelier, einem umgebauten ehemaligen Güterschuppen am Bahnhof von Kutenholz bei Bremervörde.

## Filmografie (Auswahl)
- 1966: Erlebnisse einer Puppe, Animationsfilm (Legetrick)
- 1967: Titelvorspann der NDR-Spielfilmreihe Das Gruselkabinett
- 1967: Staub, Animationsfilm (Legetrick), Internationales Animationsfilmfestival 1967: Prix special du Jury
- 1969: Windstill, Animationsfilm (Legetrick)
- 1971–75: Franz, Animationsteile für die Fernsehserie "Maxifant und Minifant" (mit Ursula Winzentsen)
- 1974: Der Turm (Rapunzel), Animationsfilm (animierte Grafik)
- 1975/76: Starmaus, TV-Animationsfilm (Zeichentrick) für Kinder (mit Ursula Winzentsen)
- 1976–78: Flüsterpferd, Animationsteile für die Fernsehserie "Lapislazuli" und "Der Wolf und die Frau" (mit Ursula Winzentsen)
- 1978/79: Als die Igel größer wurden, TV-Animationsfilm (Zeichentrick) für Kinder (mit Ursula Winzentsen)
- 1980–82: Flamingo – aus meinem Animationstagebuch 1980–82, Animationsfilm (Zeichen- und Legetrick)
- 1981: Kanalligator, TV-Animationsfilm (Zeichentrick) für Kinder (mit Ursula Winzentsen)
- 1982–84: Der Kleistermann, TV-Animationsfilm (Zeichen- und Legetrick) für Kinder (mit Ursula Winzentsen)
- 1984: Starmaus II. Ein Mausjahr später, TV-Animationsfilm (Zeichentrick) für Kinder (mit Ursula Winzentsen)
- 1984: Die Bernsteinlibelle, TV-Animationsfilm (Zeichentrick) für Kinder (mit Ursula Winzentsen)
- 1985: Die Erfindung des Kabeljaus, TV-Animationsfilm (Legetrick) für Kinder (mit Ursula Winzentsen)
- 1985: Die Anprobe 1938, Animationsfilm (Zeichen-, Foto- und Legetrick)
- 1988: Der Fotograf, Spielfilm mit Animationsteilen, (mit Thomas Mitscherlich)
- 1988: Die Königin des schwarzen Marktes, Animationsfilm (Foto- und Realteile), Europäisches Kurzfilmfestival Berlin 1989 – Hauptpreis
- 1991: Der Untergang des goldenen Webstuhls, Spielfilm mit Animationsteilen
- 1992: Der große Sturm. Aus meinem Animations-Tagebuch 1992, Animationsfilm (Zeichen- und Legetrick)
- 1995: Der Porzellanladen. Aus meinem Animationstagebuch 1995, Animationsfilm (Zeichen- und Legetrick)
- 1997: Der Besenbinder, der Fotograf und der Koch. 3 Kurzporträts aus meinem Animationstagebuch 1997, Real- und Animationsfilm
- 2001/02: Saba Meersburg, Animationsfilm (Zeichen- und Legetrick)
- 2005/06: Der Jagdteufel, Animationsfilm
- 2005/06: Jäger und Künstler. Zwei Minderheiten im Vergleich, Animationsfilm
- 2008: Der Elektroheiler, Animationsfilm
- 2009: Die so genannten Bremer Stadtmusikanten, Animationsfilm
- 2012: Die Konferenz oder die Rückseite des Mondes, Animationsfilm (Stop-Motion, Puppentrick), FBW 2012: Prädikat besonders wertvoll (Film des Monats)
- 2016: Heimaturlaub. Aus dem Skizzenbuch eines Astronauten, Animationsfilm